# Прогрессивно-социалистическая партия Ливана
Прогрессивно-социалистическая партия или PSP (араб. الحزب التقدمي الاشتراكي‎, фр. Parti Socialiste Progressiste) — одна из ведущих политических партий Республики Ливан. Её долговременным лидером (1977–2023) был Валид Джумблат. Согласно её идеологии партия — светская и нерелигиозная, но на практике она более всего выражает этноконфессиональные интересы друзов.

## Образование партии и первые годы
Партия была основана 5 января 1949 года и зарегистрирована через 2 месяца — 17 марта, под уведомлением N°789. Её основателями стали 6 человек из различных социальных слоёв. Наиболее известным среди них был Камаль Джумблат (отец Валида Джумблата). Другими были Фарид Джубран, Альберт Адиб, Абдалла Алайли, Фуад Ризк и Жорж Ханна. ПСП организовала в 1951 году, в Бейруте, первую конференцию арабских социалистических партий из Ливана, Сирии, Египта и Ирака. С 1951 по 1972 год ПСП имеет от 3 до 6 представителей в парламенте страны.

## ПСП в годы Гражданской войны в Ливане (1975-1990)
Под руководством Камаля Джумблата ПСП стала одной из важнейших составляющих Ливанского национального движения (ЛНД), которое выступало за доминирование ливанских арабов и сочувствовало иммигрантам-«палестинцам». Несмотря на первоначальное нежелание Джумблата заниматься формированием полувоенной организации, - впоследствии на базе партии была создана одна из сильнейших армий, участвовавших в Гражданской войне в Ливане с 1975 по 1990 годы. Она сумела завоевать большую часть Горного Ливана и района Шуф. Её основными противниками в этой войне были маронитские христианские фалангисты, а позднее - объединённые Ливанские силы (включившие в себя фалангистов). Отрядам ПСП был нанесён серьёзный удар в 1977 году, когда был убит Камаль Джумблат. Его сын Валид принял на себя руководство партией.
С выводом израильских сил из Шуфа в 1983 году и вплоть до конца гражданской войны ПСП на своей подконтрольной территории формировала и курировала Гражданскую администрацию гор, показавшую высокую эффективность. Пошлины, взимаемые милицией ПСП на контрольно-пропускных пунктах, являлись основным источником дохода для этой администрации, обеспечивавшей на своей территории высокий (для тех военных условий) уровень социальной жизни.
ПСП, под руководством Валида Джумблата, играла важную роль в так называемой "Горной войне": после того как израильская армия покинула Ливанские горы, важнейшие битвы разгорелись между ПСП и её союзниками (ЛКП, ССНП, палестинцами, сирийской армией), с одной стороны, - и христианскими ополченцами, с другой. Обе стороны были замешаны во взаимных убийствах и зверствах.

### Военная структура и организация
Военное крыло ПСП - Народно-освободительная армия - НОА (арабский язык: Джайиш аль-Тахрир аль-Шааби) или Armée de Libération Populaire (ALP) (на французском) - была организована в начале 1976 года при помощи ФАТХ и первоначально состояла из 3 000 легковооружённых бойцов, преимущественно из друзской и шиитской общин Шуфа. По другим источникам, их численность доходила до 5 000 человек.
На первом этапе армия была укомплектована лёгким оружием, взятым от ООП или захваченным в казармах Армии Ливана и Сил внутренней безопасности; милиция ПСП организовала также к 1977 году небольшой механизированный корпус, состоявший из техничек (американских M151 MUTT, Land Rover и Toyota Land Cruiser, GMC, Chevrolet, Ford, Mitsubishi и Nissan — лёгких пикапов, а также лёгких грузовиков Mercedes-Benz Unimog), оснащённых тяжёлыми пулемётами, безоткатными орудиями и противовоздушными автоматическими пушками. После чувствительных поражений во время израильского вторжения в Ливан в июне 1982 года, НОА была реорганизована и расширена в том же году Валидом Джумблатом, который превратил её в дисциплинированную боевую силу, построенную по обычной схеме: с пехотными, танковыми, мотострелковыми и артиллерийскими единицами, оснащёнными советскими полевыми пушками, гаубицами и системами РСЗО.
Имея штаб-квартиру в друзском городе Бааклин (в Шуфе), милиция ПСП в 1983 г. насчитывала 17 000 бойцов: 5000 хорошо экипированных профессионалов, подкреплённых двенадцатью тысячами резервистов обоего пола, которых инструктировали советские офицеры. Впоследствии милиция был пополнена за счёт 960 солдат-друзов (900 добровольцев, 60 офицеров), включённых в сентябре 1983 года в состав 4-й пехотной бригады Ливанской армии
Такими силами было захвачено семь танков M48 Patton, множество бронемашин, лёгких танков AMX-13 и M113. В 1985 году в расположение милиции прибыло 70 танков T-54, БТР-152, БТР-60 и БМП-1, поставленных в долг Сирией и Советским Союзом.
Также в Шуф был направлен мощный артиллерийский корпус, оснащенный советской 122-мм гаубицей Д-30 и 130 мм пушкой М-46 наряду с БМ-11 и БМ-12 (китайский тип 63), в сочетании с переносными-ракетными комплексами SA-7 типа АА, использованных для сбивания двух ливанских истребителей Hawker Hunter в годы горной войны 1983—1984 годов

### Административная организация
Оплотом партии и армии был район Джабаль-Барук в Шуфе, известный также как «Гора Друзов» (Jabal al-Duruz). Друзы из Бааклина составляли политическое и военное крыло партии и были сосредоточены в исторических городах Мухтара (родовое поселение семьи Джумблата рядом с Бейтеддином), Дейр аль-Камар, Алей и Бхамдун. В западном Бейруте, с мая 1985 года партия контролировала населённые друзами квартал Каракол, часть улицы Хамра и значительную часть улицы Ватта-эль-Мсайтби, где располагались основные политические офисы партии.
1 октября 1983 года была создана сеть гражданской службы «Гражданская администрация Горы» (Civilian Administration of the Mountain), возглавлявшаяся восемью членами высшего совета, включавшего центральный комитет и конгресс. Гражданская служба включала 23 бюро, предоставлявших все услуги от образования до медицинской помощи, а в числе сотрудников были 2 тысячи сезонных рабочих, занятых на сельскохозяйственных и промышленных объектах в Шуфе.
В Бейтеддине находилась редакция официальной газеты Аль-Anba'a и радиостанция «Голос Горы» (Iza’at Sawt al-Djabal или La Voix de la Montagne). В дополнение к палестинской и сирийской поддержке, партия и военная организация получали военную помощь из Ливии и СССР, а также им оказывала финансовую поддержку община друзов в США.

## Послевоенные годы
После восстановления конституционного режима в 1989 году партия стала главным союзником Сирии, а Валид Джумблат установил тесные отношениях с сирийской армией и разведкой, а именно с Гази Кенааном и вице-президентом Сирии Абдул Халимом Хаддамом. Партия принимала участие в ряде правительств, но, после изменения баланса сил в регионе после оккупации Ирака, перешла в оппозицию и заняла позицию противоположную роли Сирии в политической жизни Ливана. В отличие от некоторых противников сирийского присутствия, руководство партии не возражает против присутствия сирийской армии как таковой, но утверждает, что сирийские спецслужбы оказывают чрезмерное влияние.
После принятия резолюции №1559 Совета Безопасности Организации Объединённых Наций, призывающей к выводу сирийских войск из Ливана, Джумблат стал особенно заметным лидером оппозиции. Он выступил против разоружения Хезболлы, и настоял на сохранении отношений с исламистскими партиями. Однако, позже он поддержал разоружение, утверждая, что Сирия и Иран пытаются захватить Ливан с помощью Хезболлы. После убийства Рафика Харири в феврале 2005 года, Джумблат присоединился к антисирийскому лагерю, несмотря на долгую поддержку его партии Сирией. Являясь частью «альянса 14 марта» партия получила 16 мест на всеобщих выборах, состоявшихся в 2005 году.
5 мая 2008 года Валид Джумблат призвал к демонтажу коммуникационной системы Хезболлы, что отозвалось занятием Бейрута милицией Хезболлы 7 мая 2008 года. Конфликт был закончен заключением мирного соглашения в Дохе 16 мая 2008 года.
В конце января 2011 года Джумблат заявил, что не поддерживает разоружение Хизбаллы. В настоящее время ПСПЛ, Хезболла и ряд других ливанских политических партий делят между собой посты в «правительстве национального единства» Ливана. С началом гражданской войны в Сирии, Джумблат и его партия поддержали оппозицию, и призвали сирийскую общину друзов выступить против режима Асада и присоединиться к повстанцам.